# St. Hallvard kirke og kloster
St. Hallvard kirke og kloster är ett katolskt kloster i Oslo, tillägnad  Sankt Halvard. 
Klostret ligger i stadens östra del i stadsdelen Enerhaugen, på en höjd mitt i ett bostadsområde bland höghus. Den uppfördes som ett franciskankloster mellan åren 1960 och 1966 efter ritningar av arkitekterna Kjell Lund och Nils Slatto och innehåller utbildningslokaler, bostadsceller och kyrka.

## Arkitektur

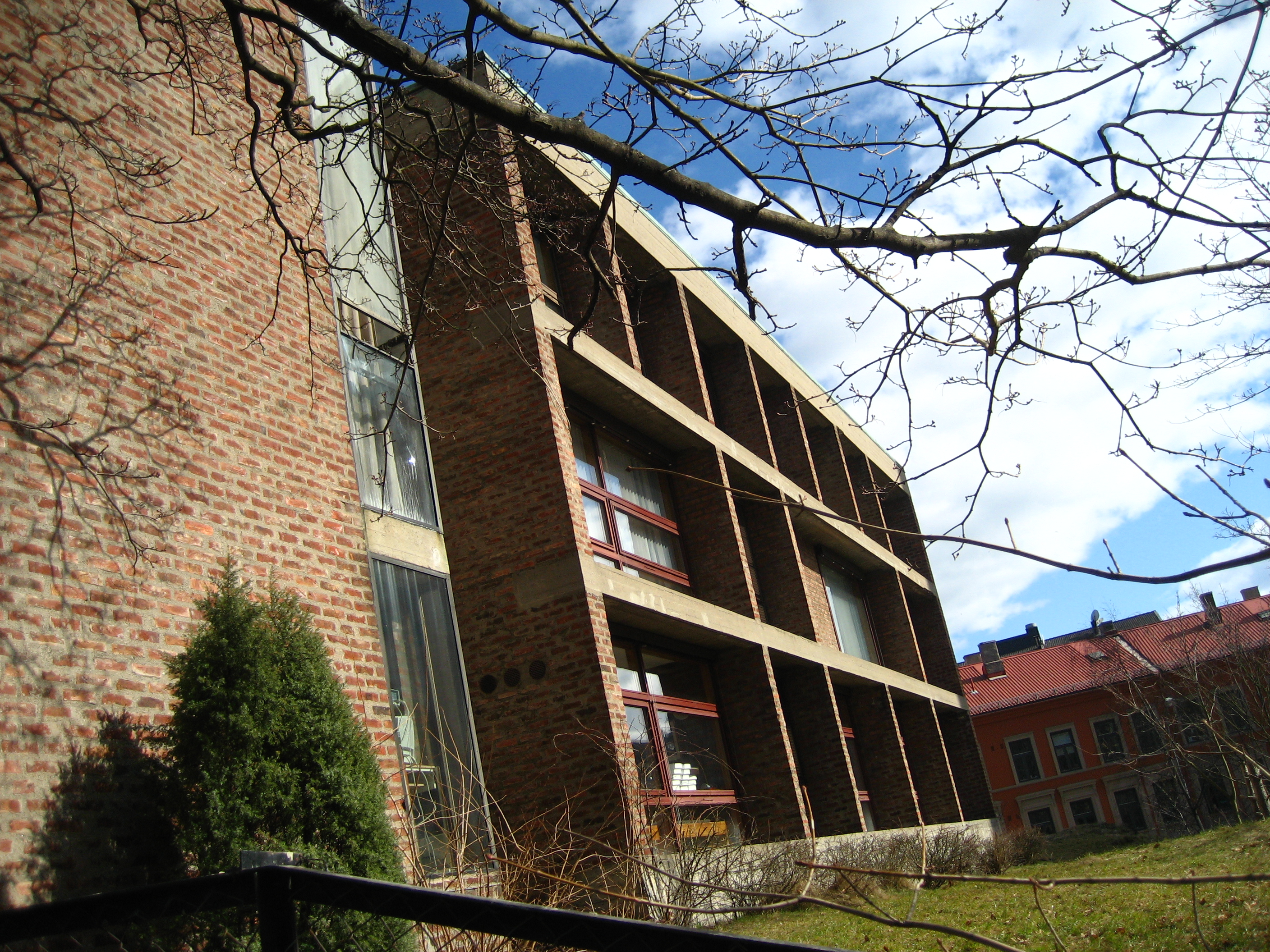
Fönsterparti åt söder.

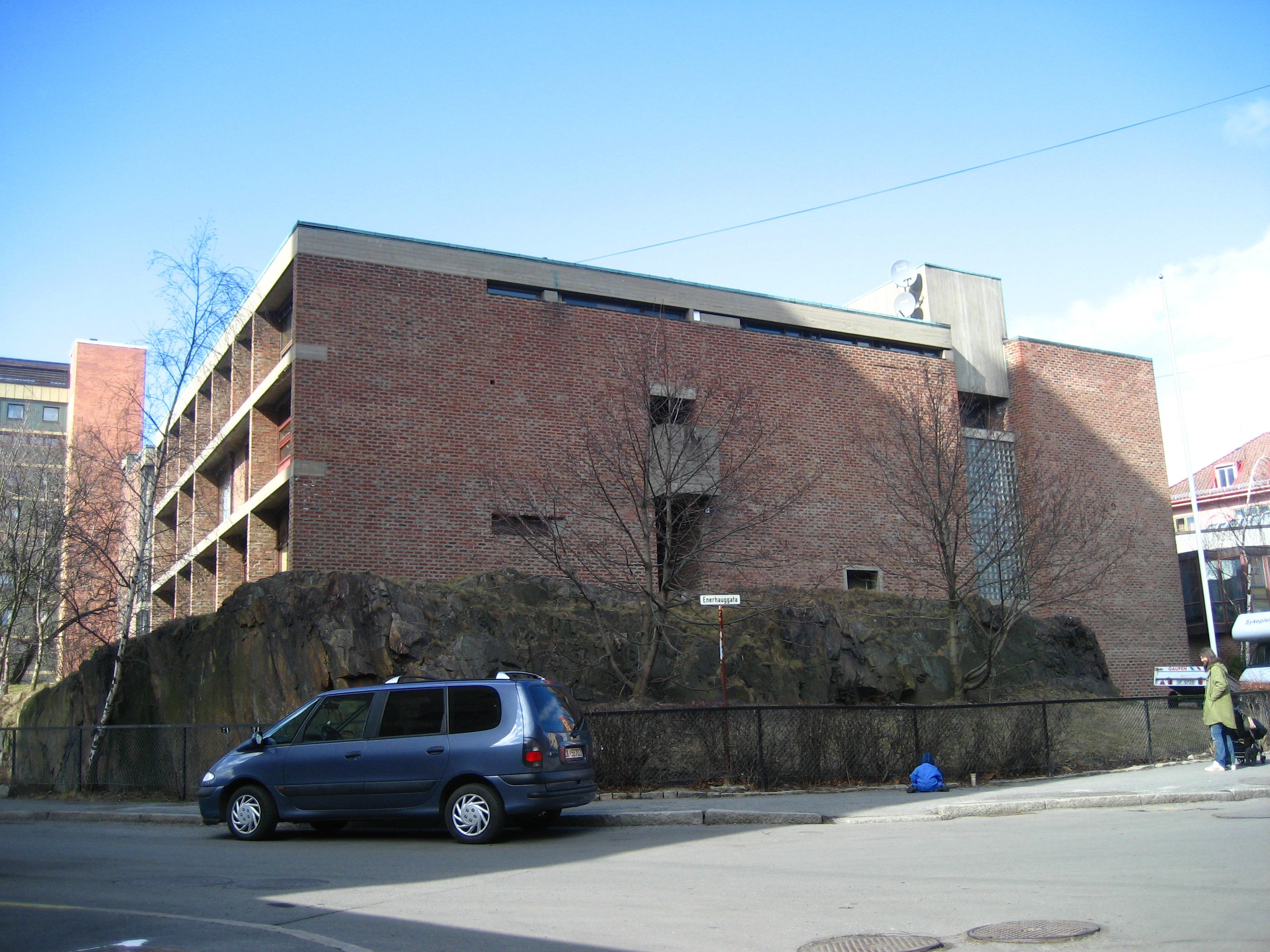
Exteriören med entré till höger runt hörnet.

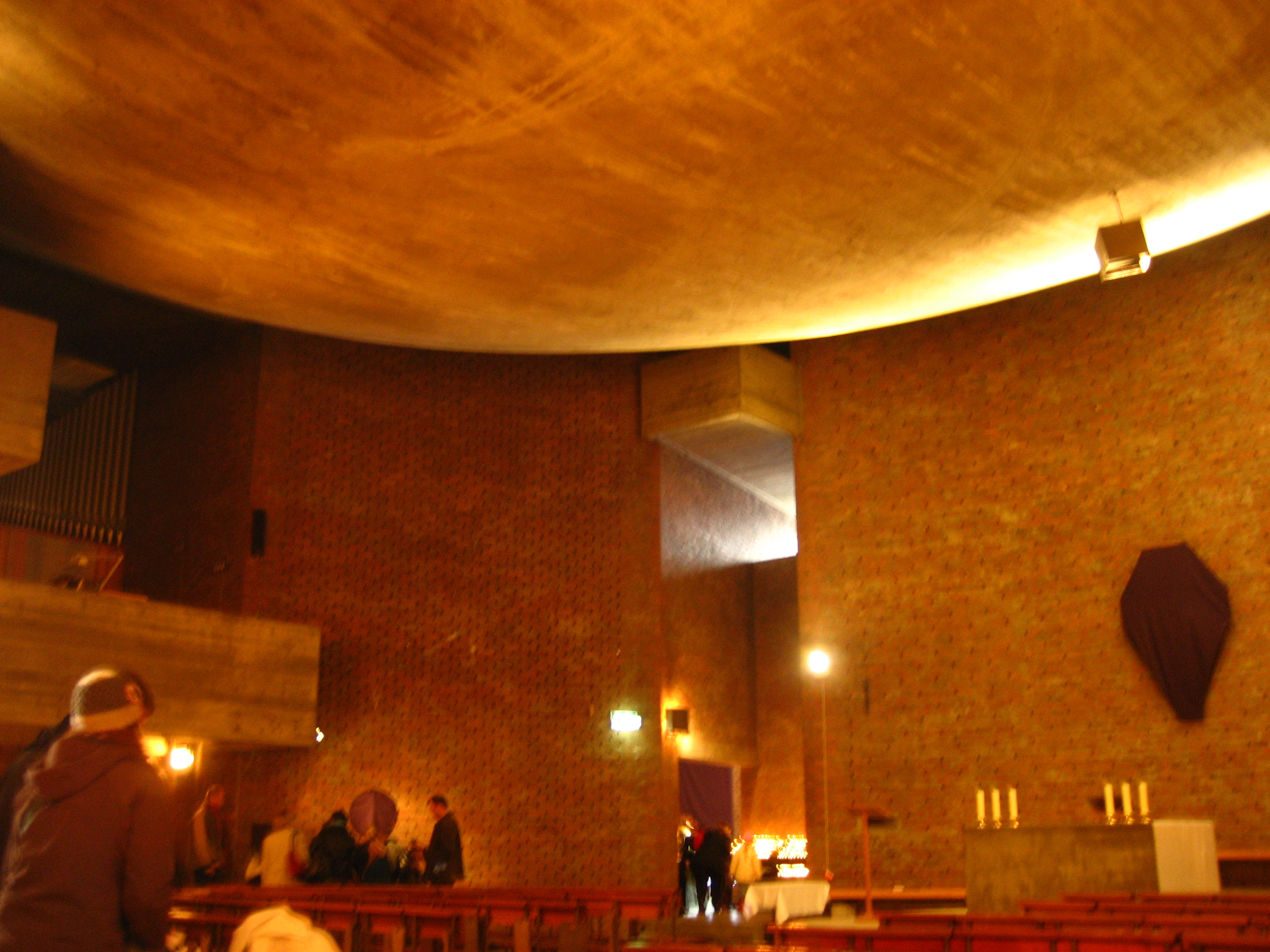
Kyrkan med sitt skålformade betongtak och djupa fönsternischer.

Byggnadskomplexet vänder sig introvert från sin omgivning med slutna, röda tegelväggar i de flesta väderstreck. Endast åt söder bryts murarnas slutenhet av ett större fönsterparti med integrerad solavskärmning av Brise soleiltyp som också återfinns i Le Corbusiers samtida arkitektur.
Huvudvolymen består av en yttre kvadrat. I mitten av denna ligger en cylindriskt formad kyrksal, ordnad som centralkyrka, med övriga funktioner och sidokapell samlade runt omkring. Kyrksalen får in dagsljus endast indirekt via små nischer och domineras annars av ett spektakulärt betongtak som är format som en inverterad kupol.
Materialhanteringen, med konstruktioner och detaljer i tegel, obehandlad betong, glas och stål ger byggnaden ett brutalistiskt uttryck, inte helt olikt samtida svenska kyrkobyggnader av exempelvis Sigurd Lewerentz. År 1993 genomgick anläggningen en smärre renovering, då en flygel med kontor och samlingssal tillhörande Franciscushjälpen tillkom. Tillbyggnaden utfördes i samma stil som den ursprungliga byggnaden.